# Begonia eiromischa
Begonia eiromischa (бегонія шерстиста), вважається вимерлою рослиною з Малайзії.
Ця бегонія росла на гранітних скелях на висоті 170 м поблизу діптерокарпових лісів. Begonia eiromischa відома лише з двох колекцій, зібраних у 1886 і 1898 роках у Пулау-Бетонг на острові Пенанг у Малайзії. Середовище його проживання було повністю знищено в результаті зміни сільського господарства, особливо землеробства та лісозаготівлі. Попри численні дослідження, його не вдалося повторно відкрити, тому в 2007 році МСОП офіційно оголосив його вимерлим.